# Казімеж Барбурський
Казімеж Зігфрід Барбурський (пол. Kazimierz Zygfryd Barburski, нар. 7 серпня 1942, Лодзь, Польща — 26 травня 2016. Лодзь, Польща) — польський фехтувальник на шпагах, бронзовий (1968 рік) призер Олімпійських ігор.

## Виступи на Олімпіадах
| Олімпіада   | Дисципліна     | Місце |
| ----------- | -------------- | ----- |
| Мехіко 1968 | командна шпага | 3     |
| Мюнхен 1972 | командна шпага | 6     |